# Халлок (тауншип, Миннесота)
Халлок (англ. Hallock) — тауншип в округе Китсон, Миннесота, США. На 2000 год его население составило 108 человек.

## География
По данным Бюро переписи населения США площадь тауншипа составляет 87,9 км², из которых 87,9 км² занимает суша, водоёмов нет.

## Демография
По данным переписи населения 2000 года здесь находились 108 человек, 34 домохозяйства и 33 семьи. Плотность населения —  1,2 чел./км². На территории тауншипа расположено 42 постройки со средней плотностью 0,5 построек на один квадратный километр. Расовый состав населения: 95,37 % белых, 3,70 % — других рас США и 0,93 % приходится на две или более других рас. Испанцы или латиноамериканцы любой расы составляли 4,63 % от популяции тауншипа.
Из 34 домохозяйств в 47,1 % воспитывались дети до 18 лет, в 85,3 % проживали супружеские пары, в 5,9 % проживали незамужние женщины и в 2,9 % домохозяйств проживали несемейные люди. 2,9 % домохозяйств состояли из одного человека, при том 2,9 % из — одиноких пожилых людей старше 65 лет. Средний размер домохозяйства — 3,18, а семьи — 3,15 человека.
35,2 % населения — младше 18 лет, 2,8 % — в возрасте от 18 до 24 лет, 25,9 % — от 25 до 44, 20,4 % — от 45 до 64, и 15,7 % — старше 65 лет. Средний возраст — 37 лет. На каждые 100 женщин приходилось 100,0 мужчин. На каждые 100 женщин старше 18 приходилось 100,0 мужчин.
Средний годовой доход домохозяйства составлял 45 000 долларов, а средний годовой доход семьи —  45 000 долларов. Средний доход мужчин —  31 750  долларов, в то время как у женщин — 23 125. Доход на душу населения составил 20 834 доллара. За чертой бедности не находились ни одна семья и ни один человек.